# Cataviña
Cataviña è un piccolo villaggio messicano ubicato sull'Autostrada Federale 1 nella comunità municipale di Ensenada dello stato della Bassa California. È localizzato a 125 chilometri al sud del villaggio di El Rosario ed a 110 chilometri al nord del Paradero Punta Pieta, di dove parte la strada verso Baia de los Ángeles. Il toponimo Kataviñá è di origine cochimí, ma non si conosce il suo significato.
L'economia locale dipende principalmente dal turismo e dai servizi che si prestano agli automobilisti che percorrono l'autostrada.
Vi si trova un hotel di prima qualità sviluppato dal Fondo Nazionale di Sviluppo al Turismo del governo messicano; nelle sue vicinanze si trovano alcune pitture rupestri e un campo di pietre giganti che, mischiate con la vegetazione del deserto, fanno della zona un posto molto visitato per gli amanti dell'ecoturismo.

## Galleria d'immagini

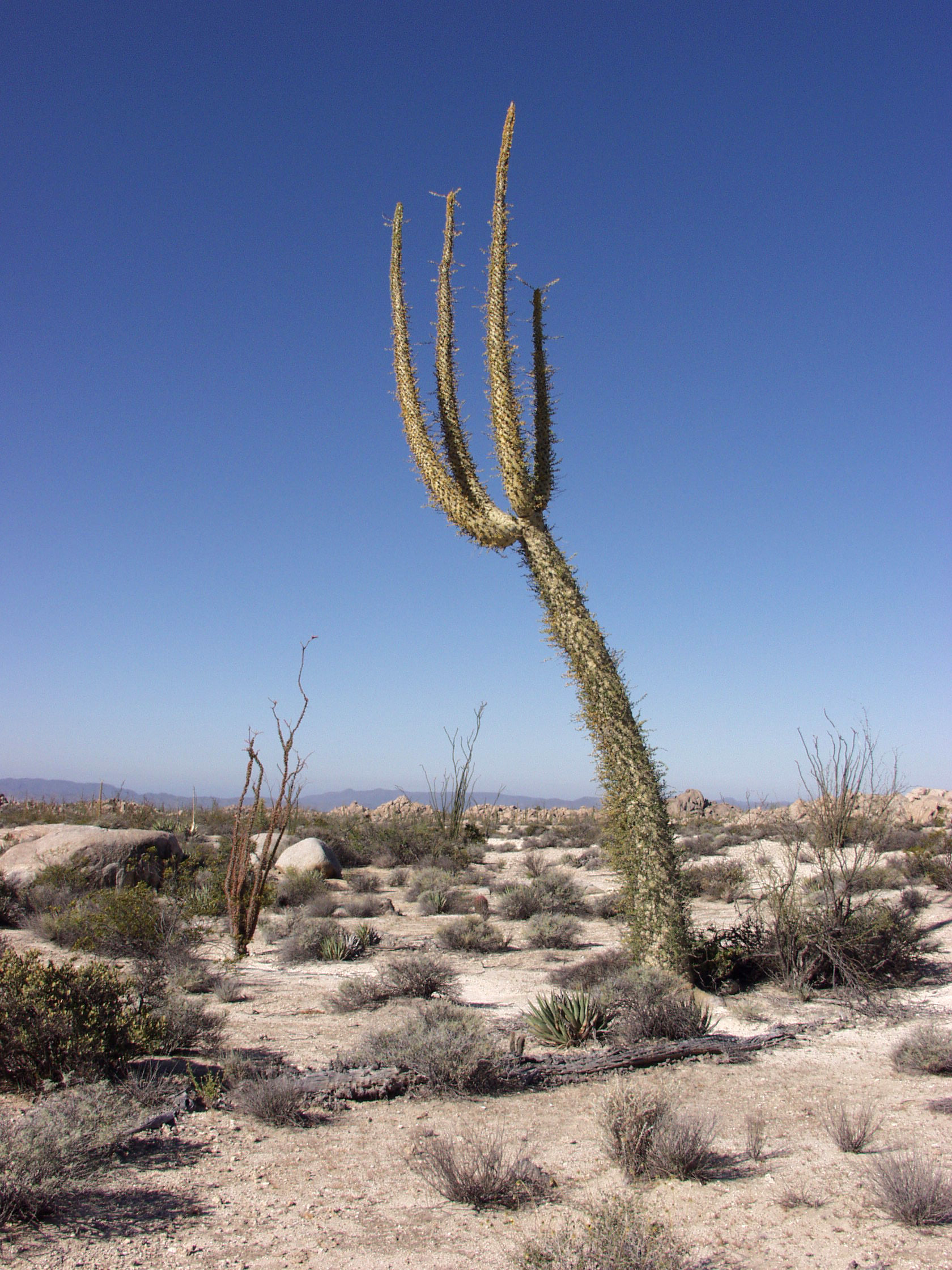
L'albero cirio (Fouquieria columnaris).
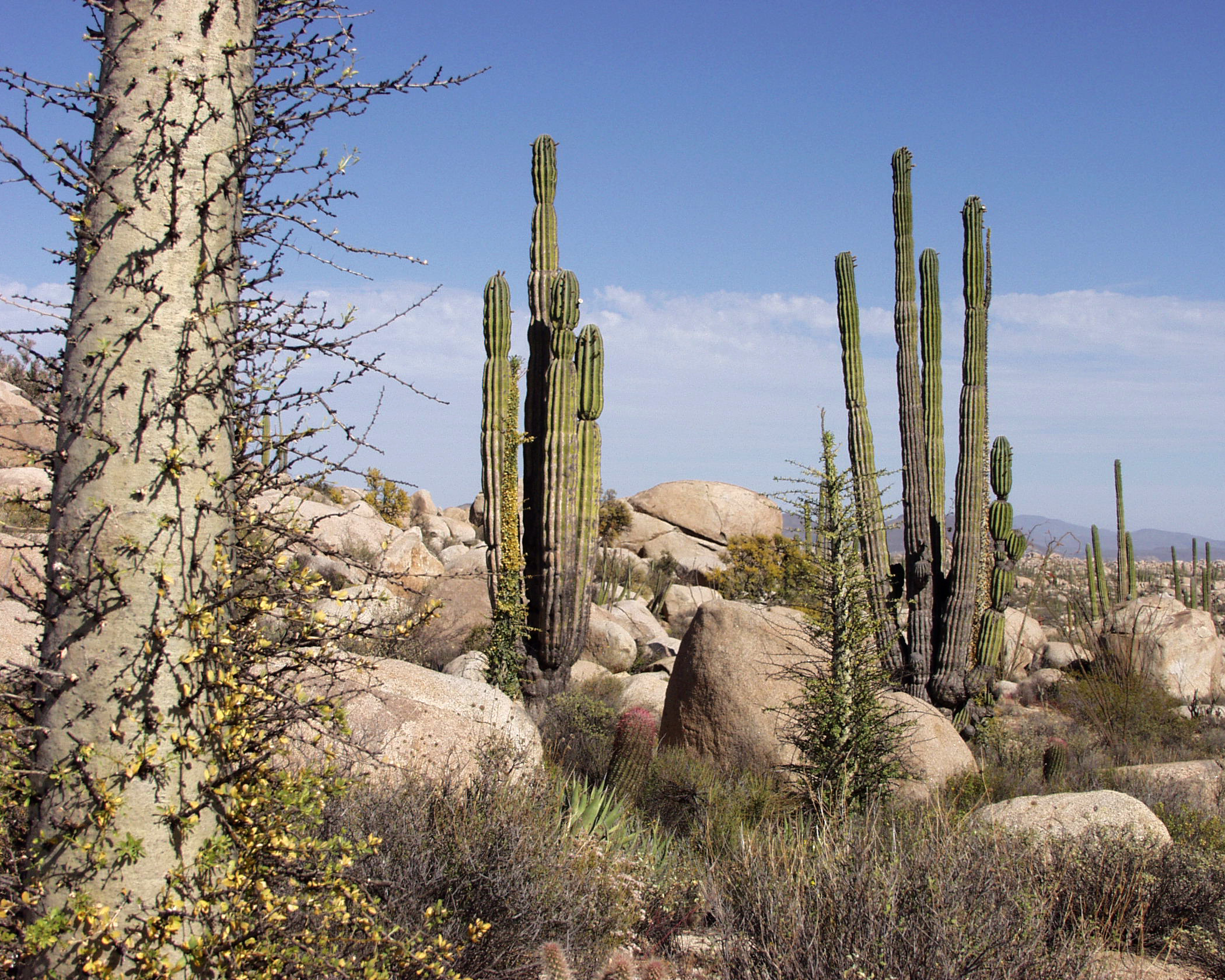
Valle de los cirios.
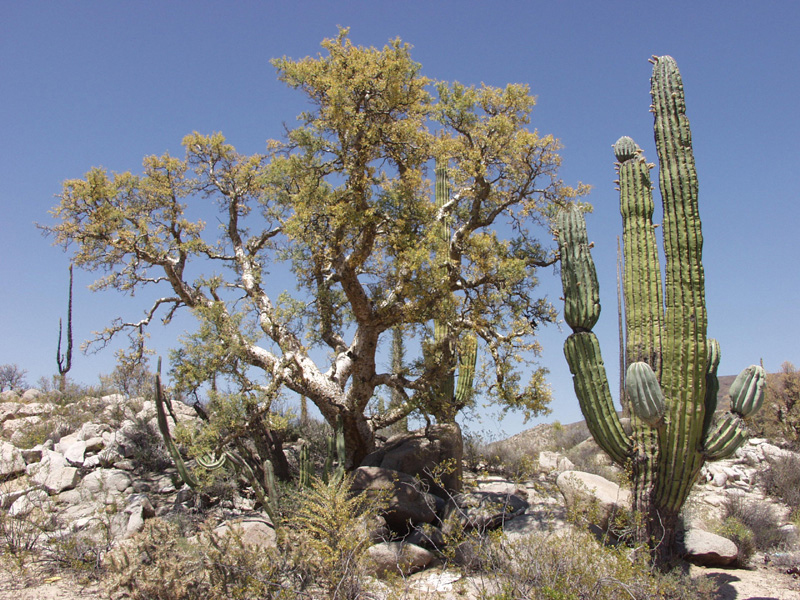
Valle de los cirios.
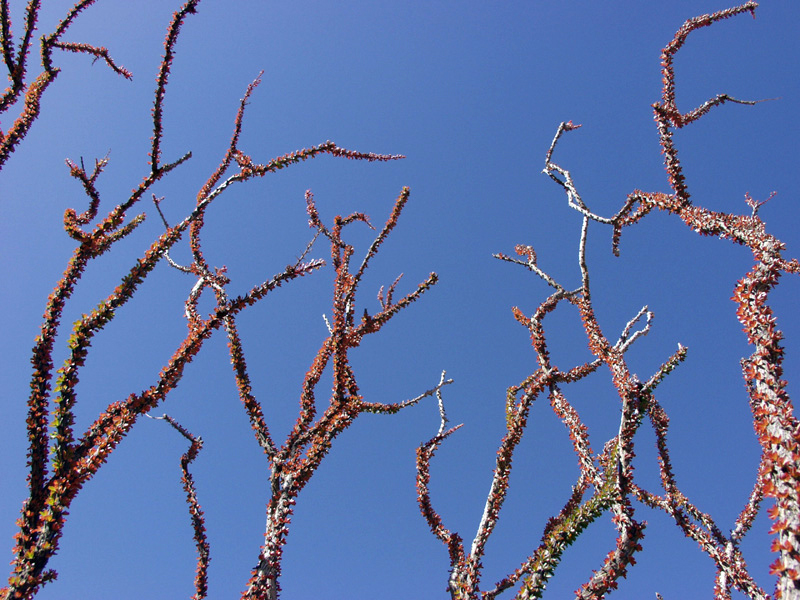
Valle de los cirios.
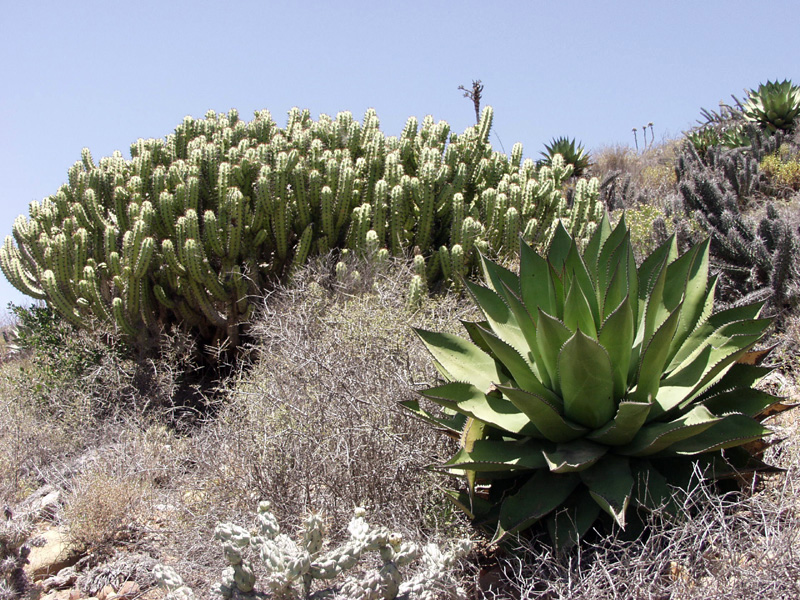
Valle de los cirios.